# The Best of Brandy
The Best of Brandy è il primo album discografico di raccolta della cantante statunitense Brandy, pubblicato nel 2005.

## Tracce
1. Baby – 4:19 (Keith Crouch, Kipper Jones, Rahsaan Patterson)
2. Best Friend – 4:48 (Keith Crouch, Glenn McKinney)
3. I Wanna Be Down – 4:09 (Keith Crouch, Kipper Jones)
4. Brokenhearted (duetto con Wanya Morris) – 4:45 (Keith Crouch, Kipper Jones)
5. Angel in Disguise – 4:48 (LaShawn Daniels, Traci Hale, Fred Jerkins III, Rodney Jerkins, Isaac Philips, Nycolia Turman)
6. The Boy Is Mine (duetto con Monica) – 4:00 (LaShawn Daniels, Fred Jerkins III, Rodney Jerkins, Brandy Norwood)
7. Almost Doesn't Count – 3:39 (Shelly Peiken, Guy Roche)
8. Top of the World (feat. Mase) – 4:41 (Mason Betha, LaShawn Daniels, Traci Hale, Fred Jerkins III, Rodney Jerkins, Isaac Phillips, Nycolia Turman)
9. U Don't Know Me (like U Used To) (feat. Shaunta & Da Brat) – 4:00 (Sean Bryant, Paris Davis, Rodney Jerkins, Brandy Norwood, Isaac Phillips,)
10. Have You Ever? – 3:34 (Diane Warren)
11. Full Moon – 3:53 (Mike City)
12. What About Us? – 4:14 (LaShawn Daniels, Rodney Jerkins, Brandy Norwood, Nora Payne, Kenisha Pratt)
13. Who Is She 2 U – 4:43 (Candice Nelson, Timothy Mosley, Walter Millsap III)
14. Talk About Our Love (Kanye West) – 3:34 (Kanye West, Harold Lilly)
15. Sittin' Up in My Room – 5:00 (Kenneth Edmonds)
16. Rock with You (con Quincy Jones & Heavy D) – 4:09 (Rod Temperton)
17. Another Day in Paradise (duetto con Ray J) – 4:32 (Phil Collins)
18. I Wanna Be Down (Remix) (feat. Queen Latifah, Yo-Yo & MC Lyte) – 4:16 (Keith Crouch, Kipper Jones)